# Чаучила східна
Чаучила східна (Orthonyx temminckii) — вид горобцеподібних птахів родини чаучилових (Orthonychidae).

## Поширення
Ендемік Австралії. Поширений у тропічних рівнинних дощових лісах на півдні Квінсленду та північному сході Нового Південного Уельсу.

## Опис
Птах завдовжки 18–21 см, вагою 49-75 г. Спина та крила строкатого забарвлення, голова сіра. У самців черево, груди та горло білого кольору. У самиць білим є лише черево, а груди та горло яскравого рудого забарвлення.

## Спосіб життя
Наземні птахи, літають неохоче. Основу раціону складають личинки комах, яких вони знаходять у ґрунті. Гнізда будують на землі між папороттю. У гнізді одне або два білих яєць. Інкубація триває 20-25 днів. Молодь покидає гніздо через 16-19 днів.